# Uleiota dubius
Uleiota dubius is een keversoort uit de familie spitshalskevers (Silvanidae). De wetenschappelijke naam van de soort werd in 1792 gepubliceerd door Johann Christian Fabricius.